# Forças Guerrilheiras Internacionais e Revolucionárias do Povo

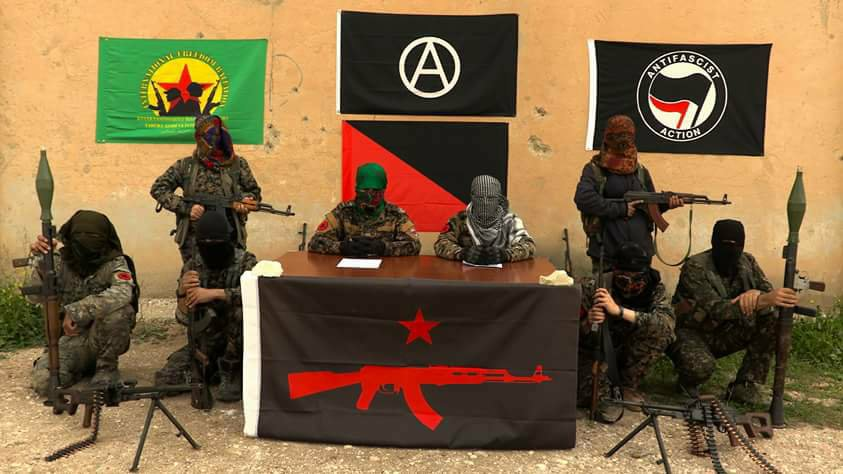
Parte da formação da IRPGF

A Forças Guerrilheiras Internacionais e Revolucionárias do Povo (em inglês: International Revolutionary People's Guerrilla Forces, IRPGF) foi um coletivo armado formado por militantes anarquistas auto-organizado e horizontal. Suas campanhas de formação pública e de solidariedade ganharam interesse e apoio de todo o mundo, bem como a contração. Em 24 de julho, o grupo estabeleceu uma unidade LGBT, o TQILA. 
O grupo anunciou sua dissolução em 24 de setembro de 2018.

## Ideologia
A ideologia do grupo era anarcocomunista. Entre seus objetivos estavam defender a Revolução de Rojava contra o Estado islâmico do Iraque e o Levante, os diferentes grupos jihadistas do Exército Sírio Livre e apoiado pela Turquia e a ocupação turca na Síria. Os guerrilheiros dizem que seus objetivos não são limitados para Rojava, mas também tinham intenções de ajudar nas lutas e revoluções sociais em todo o mundo. Eles também aderiram aos princípios horizontais em sua organização e "a luta contra todo tipo de opressão", como o sexismo, o racismo, o classismo e homofobia. Defendendo a abolição do Estado, o fim capitalismo e do patriarcado.

### Formação
O IRPGF foi criado em 31 de março de 2017 com o objetivo de defender a Revolução de Rojava e colaborar com as Unidades de Proteção do Povo e o Partido dos Trabalhadores do Curdistão contra o Estado Islâmico do Iraque e o Levante. Eles também pretendiam avançar o anarquismo na região síria de Rojava e, segundo eles, defender "revoluções sociais e lutas sociais" em todo o mundo.
O anúncio foi transmitido em vídeo pelo IRPGF em redes sociais, juntamente com uma declaração escrita especificando seus objetivos. No vídeo, pode-se ver vários guerrilheiros com os rostos cobertos, carregando rifles AK-47, lançadores de foguetes RPG-7, metralhadoras soviéticas PK e explosivos. No mesmo vídeo, um guerrilheiro lê uma declaração; atrás dele são bandeiras da IFB. Uma bandeira negra com o A, uma bandeira de ação antifascista e a bandeira vermelha e preta.

## Luta armada e envolvimento na Guerra Civil Síria
Sua presença pública também foi confirmada em várias cerimônias de mártir em Rojava nos últimos meses. Tendo lutado junto com os três mártires mais recentes do Batalhão Internacional de Liberdade, eles estiveram presentes nas cerimônias funerárias para o líder do DKP e o comandante das forças da liberdade unida (BÖG), Ulaş Bayraktaroğlu, Tufan Eroğluer (Hasan Ali) de BÖG e Ayşe Deniz Karacagil (Destan Temmuz) da MLKP.
O IRPGF estava sediada em Rojava e esteve envolvido na campanha Raqqa com o Batalhão Internacional de Liberdade. Alguns de seus membros também participaram da Batalha por Tabqa sob as Unidades de Proteção do Povo. De acordo com o correspondente de guerra britânico da Vice-Notícias Aris Roussinos, eles participam da ofensiva Raqqa.

## Solidariedade internacional
O IRPGF têm atuado em ativismo solidário e abordando publicamente questões importantes para o movimento anarquista, grupos oprimidos e pessoas exploradas em todo o mundo. Eles fizeram ativismo em defesa dos agachamentos na Grécia, em solidariedade com os anarquistas de Belarus presos contra o presidente Alexander Lukashenko, em solidariedade com anarquistas espanhóis presos e acusados de roubar um banco em Aachen, na Alemanha, em solidariedade com os chineses feministas, dando o elogio ao revolucionário nativo americano Paolo Todd (Kawa Amed) - um ativista do NoDAPL martirizado em Rojava - e em solidariedade com o Ni a menoscampanha. Eles continuam a ligar as lutas internacionais em um esforço para unificar a constelação de lutas para avançar a causa da revolução mundial. Eles também expressaram seu apoio e solidariedade aos trabalhadores no Brasil após o apelo à greve geral em 28 de abril de 2017, além de enviar sua solidariedade aos anarquistas de Atenas e aos manifestantes anarquistas presos pelo governo da Bielorrússia após os protestos contra o presidente Lukashenko que ocorreu em abril do mesmo ano.
Em 5 de junho de 2017, eles emitiram uma declaração em solidariedade com dois anarquistas catalães acusados pelo tribunal alemão de assaltar um ramo do Pax Bank em Aachen (Colônia) em 2014. No relatório, o IRPGF defende a libertação imediata dos dois acusados.
Em 28 de junho, o grupo lançou novamente um comunicado de solidariedade internacionalista, nesta oportunidade de apoiar a Ni una menos e o movimento feminista na América Latina contra os feminicídios. No mesmo dia, o grupo lançou uma declaração sobre o vídeo de um guerrilheiro espanhol falando sobre a situação atual em Rojava e a repressão do movimento anarquista e feminista pelo estado espanhol.

## Exército de Insurreição e Liberação Queer

Bandeira do TQILA juntamente com um arco-íris, uma representação da comunidade LGBT.

Em 24 de julho de 2017, o IRPGF anunciou da cidade de Raqqa a formação do Exército de Exerção e Libertação (TQILA), juntamente com uma declaração explicando os propósitos da sua formação em que a resposta à perseguição de pessoas LGBT pelo ISIL é destacado como uma das principais motivações do grupo. A imagem de testemunho de sua formação, em que os guerrilheiros colocaram ao lado de um sinal com o lema "Esses faggots matam fascistas" e duas bandeiras - uma pertencente ao grupo recente e uma bandeira LGBT - que foi rapidamente viralizada por várias mídias ocidentais que, surpreendidas por a criação da unidade, ecoou o evento com grandes repercussões.
A unidade recente, como o resto do IRPGF, é um membro da Liberdade Batalhão Internacional, em uma das fotos depoimento é avistados Heval Mahirnota, comandante da Liberdade Batalhão International, e o marxista-leninista guerrilha TKP/ML TİKKO, segurando a bandeira LGBT. Apesar de ser parte do Batalhão de Liberdade Internacional, vários meios de comunicação informaram erroneamente que a TQILA poderia ser uma unidade oficial das Forças Democráticas da Síriaque causou confusão. Após o impacto desta informação equivocada, Mustafa Bali, diretor de mídia do SDF, negou essa informação alegando que existe uma brigada LGBT dentro da coalizão, mas não nega a existência do mesmo que, de fato, pertence ao Batalhão Internacional de Liberdade.